# Карантрав
Карантрав (баш. Ҡаранторау) — село в Белокатайском районе Республики Башкортостан Российской Федерации. Входит в состав Ургалинского сельсовета.

## География

### Географическое положение
Расстояние до:
- районного центра (Новобелокатай): 20 км,
- ближайшей ж/д. станции (Ургала): 25 км.

## Население
| 2002 | 2009 | 2010 |
| ---- | ---- | ---- |
| 298  | ↗305 | ↘264 |

### Национальный состав
Согласно переписи 2002 года, преобладающая национальность — русские (83 %).